# Verkeersregel
Een verkeersregel is een juridisch vastgelegde regel waaraan alle deelnemers aan het wegverkeer zich moeten houden. Deze hebben onder meer betrekking op:
- Aan welke zijde van de weg men moet rijden.
- De maximumsnelheden.
- Welke weggebruiker voorrang heeft in welke situatie.

Ter ondersteuning van deze verkeersregels kunnen op wegen diverse verkeerstekens worden aangebracht, waaronder verkeersborden.

## Nederland
De Wegenverkeerswet 1994 (WvW) vormt de basis voor de regelgeving van het wegverkeer in het Europese deel van Nederland. Een aantal hoofdlijnen is nader uitgewerkt in een aantal 'Algemene Maatregelen van Bestuur' (AMvB). Een voorbeeld van zo'n AMvB is het Reglement verkeersregels en verkeerstekens 1990. In het RVV zijn de verkeersregels en verkeerstekens te vinden die in Nederland van toepassing zijn.
In de Wegenverkeerswet staat ook de belangrijkste regel voor het wegverkeer:
Het is een ieder verboden zich zodanig te gedragen dat gevaar op de weg wordt veroorzaakt of kan worden veroorzaakt of dat het verkeer op de weg wordt gehinderd of kan worden gehinderd (art 5 WvW).
Dit betekent dat, zelfs indien geen andere verkeersregel overtreden wordt, men geen gevaar of hinder mag veroorzaken. Wie bijvoorbeeld in een personenauto 40 km/u op de autosnelweg rijdt terwijl het overige verkeer 130 km/u rijdt, veroorzaakt daarmee zowel gevaar als hinder en kan worden beboet op grond van artikel 5 WvW. Artikel 5 is derhalve naast de hoofdverkeersregel ook een vangnetbepaling.
Op Bonaire geldt de Wegenverkeersverordening Bonaire. Op Sint Eustatius en Saba geldt de Wegenverkeersverordening de Bovenwindse Eilanden.

## België
In België zijn de verkeersregels in de Wegcode vastgelegd. Sedert de zesde staatshervorming (het Vlinderakkoord) van 2013 is een deel van de verkeersreglementering, inclusief de handhaving ervan, overgedragen aan de gewesten.

## Andere landen
- Straßenverkehrsordnung (Duitsland)
- Straßenverkehrsordnung (Oostenrijk)
- Highway Code (Verenigd Koninkrijk)
- Code de la route (Frankrijk)